# دانیلا ون گراس
دانیلا ون گراس (به انگلیسی: Daniella van Graas) (زاده ۴ اوت ۱۹۷۵) بازیگر و مدل هلندی است.
از فیلم‌های معروف او می‌توان به بازی در فیلم کاملاً غریبه، پاییز در نیویورک اشاره کرد.